# مقبس (كهرباء)

مجموعة مقابس.

المقبس (الجمع: مَقَابِس) هو قالب مصنوع من اللدائن غالبًا يكون مثبتًا في الحائط، وممد بالتيار الكهربائي.
يوجد مقابس أخرى تستخدم للهواتف وأسلاك الشابكة وغيرها.
يتم توصيل القابس بالمقبس لتوصيل الكهرباء إلى شيء معين.
إن أكثر الأنواع شيوعًا هو المقبس الجداري الذي يستخدم في العديد من المنازل لتغذية مختلف الأجهزة بالطاقة الكهربائية، والمقبس يحتوي على ثقوب أو تجاويف معدنية التي تمرر التيار الكهربائي للقابس الذي يتلامس مع هذه الثقوب الموصلة. المقبس يكون معزولًا حتى يمنع حدوث الصدمة الكهربائية نتيجة التلامس المباشر.
المقبس يحتوي على مميزات حماية مختلفة تختلف باختلاف أنواع المقابس.

## التاريخ

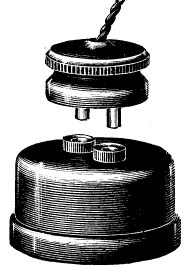
قابس ومقبس كهربائي لمصباح، يعود تاريخه إلى 1893م.

عندما دخلت الكهرباء لأول مرة في المنازل، استخدمت في أول الأمر في الإضاءة؛ حيث كانت تستخدم القوابس في المصابيح الكهربائية، وقد أدى ذلك إلى توصيل الأجهزة المحمولة مثل: (المكانس الكهربائية والمراوح الكهربائية) بقوابس المصابيح الكهربائية باستخدام مقابس المصباح.
عندما أصبحت الكهرباء طريقة شائعة الاستخدام لتشغيل الأجهزة، كانت هناك حاجة إلى وسيلة آمنة للاتصال بالنظام الكهربائي بخلاف استخدام مقبس المصباح.
وشاع بعد ذالك استخدام القوابس في الأجهزة الكهربائية، وأصبحت القوابس تخضع لمعايير السلامة والموثوقية، لمنع الحوادث الكهربائية.

## الفرق بين المقبس والقابس

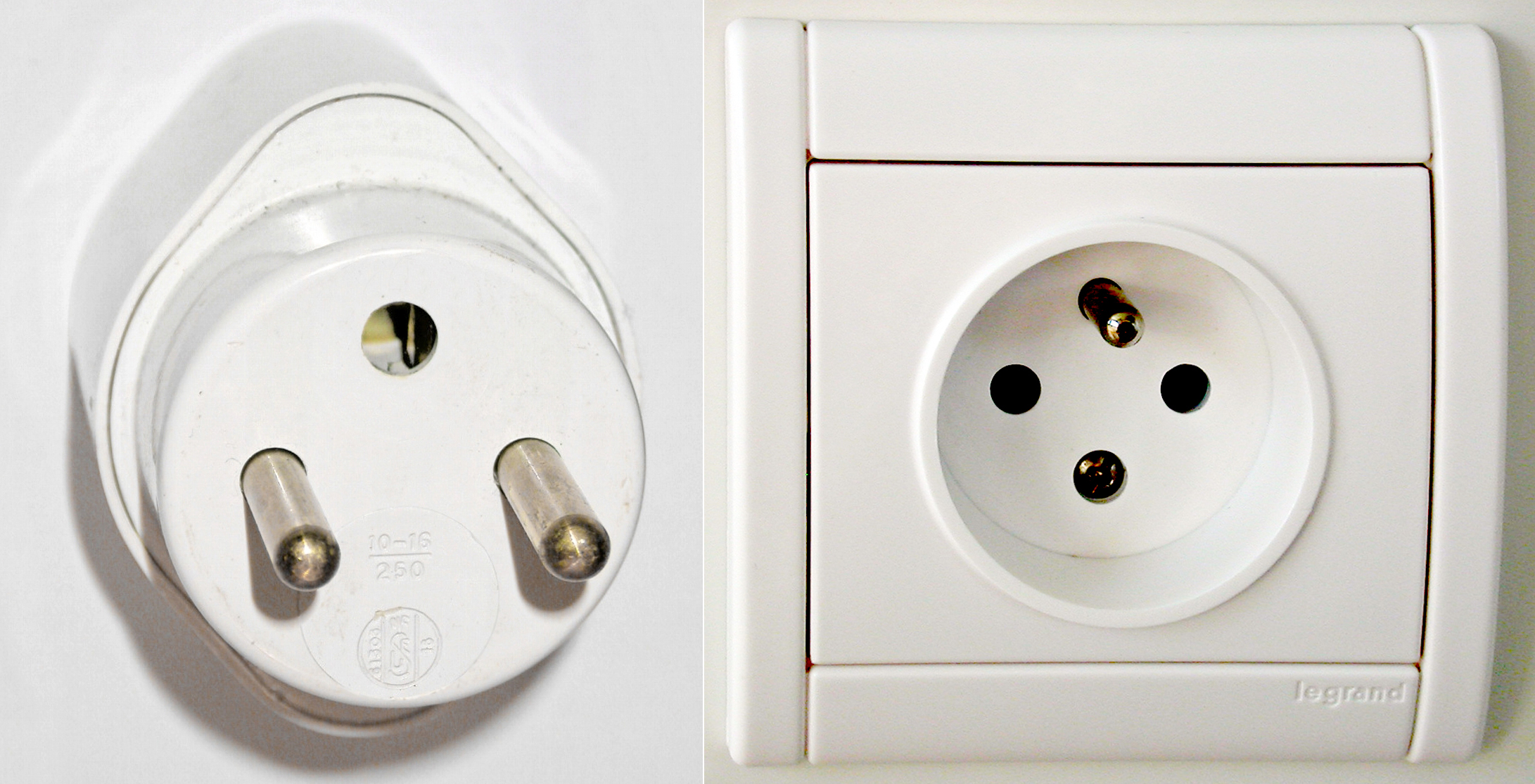
المقبس على يمين الصورة، والقابس على يسار الصورة.

تختلف المقابس عن القوابس، فالمقبس هو تجويف غائر، يكون عادة مثبتًا في الحائط ويمدنا بالتيار الكهربائي، وتختلف أشكال المقابس لتلائم أشكال القوابس المتعددة، كما توجد بعض المقابس التي تلائم أكثر من نوع من القوابس. والقابس هو الطرف البارز وهو يكون موصول بجهاز نستخدمه، مثل ثلاجة أو فرن كهربائي بواسطة سلك؛ ويدخل القابس في المقبس بطريقة ميكانيكية بشرط أن يتلاءم القابس مع المقبس فتكتمل الدائرة الكهربائية.

## معايير السلامة
يتم تصميم المقابس والقوابس لتكون بمثابة نظام يستوفي معايير السلامة والموثوقية. وقد تقبل بعض أنواع المقابس أكثر من نوع واحد من القوابس؛ حيث تكون هذه نية رسمية معتمدة من تصميم المقبس، قبل أن تباع القوابس المقابس يتم اختبارها لضمان أنها مطابقة لمعايير السلامة المعتمدة. وفي حين لآخر، قد يكون هناك بعض من المقابس والقوابس تسمح بتدفق الطاقة الكهربائية، ولكن قد تكون غير مستوفية لمعايير المنتج لقوة التزاوج أو التأريض أو السعة الحالية أو العمر المتوقع أو السلامة.

## أنواع المقابس
للمقابس أنواع كثيرة ولعل أشهرها:
المقابس ذو الفتحتان الدائريتان والمقبس ذو الثلاثة فتحات المدورة.
Menu
دخلك بتعرف

معلومات عامة
أنواع المآخذ والأفياش الكهربائية حول العالم والاختلافات في استخدامها وأماكن توزعها الجغرافية
من علي وديع حسن
15 نوفمبر 2018, 7:34 م
2.2 ألف تفاعل
أنواع المآخذ والأفياش الكهربائية حول العالم والاختلافات في استخدامها وأماكن توزعها الغرافية
في الجزء الأكبر من العالم العربي هناك نوع أساسي من المنافذ الكهربائية هو المسيطر بشكل شبه كامل، هذا النمط مكون من فتحتين صغيرتين فقط، وعادة ما يكون القابس الذي يدخل إليه يمتلك دبابيس بلاستيكية مع قمة معدنية فقط. لكن في حال كنت تستخدم العديد من الأدوات الكهربائية المستوردة –بالأخص في حال لم تكن مخصصة للبيع في بلدك أصلاً– فالأرجح أنك شاهدت العديد من الأنواع الأخرى للمقابس الكهربائية، فهي متنوعة للغاية، ومع أن المعروفة منها في العالم العربي قليلة، فهناك 15 نوعاً مختلفاً في العالم اليوم.

في هذا المقال سنستعرض الأنماط المختلفة للمقابس الكهربائية المتاحة، مع معلومات سريعة عن التيارات المناسبة لها وأماكن انتشار استخدامها عموماً.
بالطبع فكون المقابس مختلفة لا يعني أنها حصرية تماماً لنوعها، فبينما بعض المقابس لا تقبل سوى نوع واحد من القوابس فقط، فالعديد من الأنواع الأخرى تقبل عدة أنواع من القوابس المختلفة مما يزيد من فائدة استخدامها.
المقبس الكهربائي من النمط A أو النمط B
المقبس الكهربائي من النمط A أو النمط B
هذان النمطان من المقابس متشابهان للغاية من حيث الشكل والاستخدام، فكل منهما يعتمد على دبوسين مسطحين بدلاً من الشكل الأسطواني المعتاد ويعملان مع التيارات الكهربائية بين 100 حتى 120 فولت، كما يدعمان شدة تيار تصل إلى 15 أمبير. عموماً، الميزة الأساسية لهذه المقابس هو حجمها الصغير للغاية مقارنة بالأشكال الأخرى وثباتها الكبير نسبياً، حيث أنها أمتن من بعض الأنواع الأخرى.
الفرق الأساسي بين النمطين A وB هو وجود طرف ثالث للتأريض –تفريغ الشحنات الكهربائية إلى الأرض– فقط، وبالنتيجة فالقوابس من النمط A قابلة للاستخدام في مقابس النمط B لكن العكس ليس صحيحاً.
ينتشر استخدام هذه المقابس في أمريكا الشمالية –كندا والولايات المتحدة الأمريكية والمكسيك– واليابان بالدرجة الأولى، كما تستخدم بشكل محدود في البلدان التي كانت تحت السيطرة الأمريكية أو اليابانية مثل الفلبين.

المقبس الكهربائي من النمط C
المقبس الكهربائي من النمط C
يعد هذا النمط هو الأوسع انتشاراً على الإطلاق في العالم العربي ويكاد يكون مستخدماً لكل شيء تقريباً، لكنه في الواقع أسوأ أنماط المقابس حالياً، والاعتماد عليه لكل الاستخدامات فكرة سيئة، حيث أنه لا يدعم التيارات ذات الشدة العالية –محدود بـ 2.5 أمبير فقط– كما أنه يفتقد للمتانة حيث يسهل خلعه أو تشوهه بسرعة، وفي حال استخدم لأدوات ذات استهلاك كبير للكهرباء مثل المدافئ الكهربائية أو مجففات الشعر فمن الممكن أن يتسبب الأمر بذوبانه وحدوث ماسات كهربائية قد تؤدي إلى حرائق.
يفتقد هذا النمط للأمان والمتانة كما أنه لا يدعم التأريض أصلاً، لكن هذا لا يمنع كونه واحداً من أكثر أنواع المقابس الكهربائية انتشاراً حيث يستخدم على نطاق واسع في أوروبا والشرق الأوسط والعديد من البلدان الأخرى، لكن الجدير بالذكر أن أياً من البلدان تعتمد هذا المنفذ وحده بسبب محدوديته الكبيرة، فهو عادة ما يستخدم إلى جانب أنماط أخرى من المنافذ وبالأخص النمطين E وF الذين سنتناولهما في الفقرات التالية.
المقبس الكهربائي من النمط D
المقبس الكهربائي من النمط D
يمكن اعتبار أن المقابس من النوع D نسخة محسنة عن تلك من النوع C، فهي تدعم نفس توتر التيار –حتى 240 فولت– لكنها تدعم شدة أعلى حتى 5 أمبير بفضل اعتماد دبابيس عريضة أكثر، كما أنها تدعم التأريض مما يجعلها بديلاً جيداً جداً ولو أنه ليس مثالياً، وعلى الرغم من أن هذا النمط منتشر الاستخدام جزئياً للمقابس، فهو شبه معدوم الانتشار من حيث القوابس، وهذا ما يقيد إلى حد بعيد من فوائده، فهو غالباً ما يستخدم مع مقابس من النوع C.

على الرغم من أنه أكثر أماناً من النمط C فهذا النوع من المقابس يعاني من كونه غير آمن تماماً مع الأنماط الأخرى من القوابس. فهو يدعم القوابس من نوع C وE وF لكن ليس بشكل كامل.
يشيع استخدام هذا النوع من المقابس في الهند وباكستان وبنغلادش، كما أنه مستخدم بشكل محدود في بعض البلدان الأخرى مثل العراق والأردن وبعض البلدان الأفريقية.
المقبس الكهربائي من النمط E أو النمط F
المقبس الكهربائي من النمط E أو النمط F
من حيث المبدأ؛ كل من مقبسي E وF يستخدمان نفس القابس تماماً لكن الاختلاف يأتي في شكل المقبس، الشيء المشترك هنا هو أن نوعي المقبس يدعمان تيارات بتوتر حتى 240 فولت وشدة حتى 16 أمبير مما يجعلهما مفضلين للغاية للكثير من الاستخدامات المتنوعة، كما أنهما منتشران على نطاق واسع في البلدان التي تعتمد النمط C كأنماط بديلة نوعاً ما، ومع أن كلاً من النمطين يمتلكان فتحتين فقط، فهما يدعمان التأريض وتثبيت القابس بطريق مختلفة.
في النمط E يوجد دبوس خارج من المقبس نفسه يفيد في التأريض من جهة، وفي تثبيت القابس بشكل أفضل، علماً أنه أصلاً آمن نسبياً بفضل كون الدبابيس المستخدمة ثخينة نسبياً.

بالنسبة للنمط F تتم الأمور بشكل مختلف، فالتثبيت يتم عبر نتوءين إلى جانبي القابس بالإضافة إلى أخدودين على الحافتين العلوية والسفلية. بالنتيجة؛ النمط F هو واحد من الأكثر أماناً على الإطلاق، كما أن الأخدودين في القابس يلعبان دوراً آخر هو التأريض.
حالياً تعد القوابس الخاصة بالنمطين من الأكثر شيوعاً حول العالم وبالأخص للأدوات الكهربائية ذات الاستهلاك المرتفع للطاقة، وبالنسبة للمقابس فالنمط E منتشر في فرنسا وبلجيكا وبعض البلدان الأوروبية الأخرى، فيما أن النمط F موجود في جميع البلاد الأوروبية تقريباً –باستثناء المملكة المتحدة وإيرلندا– كما أنه واسع الانتشار حول العالم، وبالإضافة لكون المقابس من نوع E وF تستقبل القوابس الموحدة لها، فهي تدعم القوابس من نوع C كذلك مما يجعلها خياراً مفضلاً في الكثير من الحالات.
المقبس الكهربائي من النمط G
المقبس الكهربائي من النمط G
يبدو هذا المقبس كواحد من الأغرب حالياً كما أنه كبير الحجم للغاية مقارنة بالأنواع الأخرى، حيث يتضمن دبوسين ذوي شكل متوازي مستطيلات لنقل الطاقة، ودبوس ثالث للتأريض بحجم أكبر وبتوجه رأسي بدلاً من الأفقي. يدعم هذا النوع من المقابس تيارات بتوتر حتى 240 فولت وشدة حتى 13 أمبير، ومع أن حجمه الكبير قد يكون مكروهاً، فهو آمن جداً كون سحبه بالخطأ أمر صعب جداً فهو ثابت للغاية وآمن بالأخص للأطفال.
عموماً؛ لا يعد هذا النوع من المقابس منتشراً حقاً، فهو معروف بكونه المقبس البريطاني حيث هو الوحيد المستخدم في المملكة المتحدة وإيرلندا، كما أنه منتشر في بعض البلدان الأخرى التي كانت خاضعة للسيطرة أو النفوذ البريطاني مثل بلدان الخليج حيث يعد المقبس الأساسي هناك.
عموماً لا يدعم هذا النوع من المقابس أي قوابس أخرى عدا نوعه فقط، ومع أنه من الممكن إدخال قابس من النمط C فيه، فالأمر غير آمن تماماً ولا ينصح به.

المقبس الكهربائي من النمط H
المقبس الكهربائي من النمط H
المقبس الكهربائي من النمط H – صورة: Kiddo/Wikimedia
على عكس معظم الأنواع الأخرى من المقابس، فهذا المقبس محصور جداً جغرافياً فهو يستخدم في إسرائيل وأراضي السلطة الفلسطينية بشكل حصري ولا يستخدم في أي مكان آخر في الواقع.
يبدو هذا النمط أشبه بتعديل على المقابس من النمط E لكن بدلاً من نتوء للتأريض، يعتمد المقبس فتحة لدبوس ثالث في القابس، حيث أن القابس يمتلك 3 دبابيس متساوية بالحجم والقطر ومشابهة لتلك الموجودة في النمطين E وF لذا يمتلك المقبس نفس المواصفات تماماً للتيار، ومع أنه يقبل القوابس من النمط C، فاستخدام قوابس من نمط E أو F معه ممكن لكن ليس آمناً حقاً.
المقبس الكهربائي من النمط I
المقبس الكهربائي من النمط I
يأتي هذا المقبس مع ثلاثة فتحات فيه، اثنتان مائلتان للكهرباء والأخيرة رأسية للتأريض. ومع أنه يدعم التأريض فالكثير من الأدوات الكهربائية تتجاهل هذا الأمر باستخدام قابس ذي دبوسين فقط بدلاً من ثلاثة مما يقلل من ثبات المأخذ عموماً، لكنه يبقى واحداً من الأكثر أماناً كون الدبوسين المائلين يمتلكان زوايا ميل مختلفة تمنع الحركة سواء رأسياً أو أفقياً.

يدعم هذا المقبس تيارات حتى توتر 240 فولت وشدة 10 أمبير، ومع أنه مستخدم على نطاق واسع في الصين وأستراليا ونيوزيلندا والأرجنتين، فهو لا يدعم استخدام أي قابس ليس من فئته أبداً.
المقابس الكهربائية من الأنماط J وL وN
المقابس الكهربائية من الأنماط J وL وN
كل من هذه الأنماط تأتي أشبه بتعديل للنمط C لكن بدلاً من دبوسين فقط يتم استخدام دبوس أوسط ثالث للتأريض، حيث أن الدبوس الثالث على استقامة الدبوسين الأساسيين في النمط L، لكنه بعيد قليلاً في النمط N وأبعد أكثر في النمط J.
كل من هذه الأنماط محدودة الانتشار إلى حد بعيد، حيث يستخدم النمط J بشكل شبه حصري في سويسرا ولختنشتاين، فيما يستخدم النمط L في إيطاليا وتشيلي، والنمط N في جنوب أفريقيا والبرازيل، علماً أن كلاً من هذه الأنماط تقبل القوابس من النمط C لكن لا تقبل قوابس من بعضهما البعض.
المقبس الكهربائي من النمط K
هذا النمط من المقابس يأتي بدوره كتعديل على النمطين E وF معتمداً دبوساً ثالثاً في القابس للتأريض، لكن الدبوس الثالث أكبر من الأساسيين كما أنه يمتلك شكلاً مختلفاً لمنع خلط الأمر وتركيب القابس بشكل خاطئ.
يدعم هذا النمط تياراً حتى توتر 240 فولت وشدة 16 أمبير، لكنه شبه حصري للدنمارك وجرينلاند فقط، ولا يتم اعتماده في أي مكان آخر في الواقع.

المقبس الكهربائي من النمط M
في الواقع هذا النمط من المقابس شبه مطابق للمقابس من النمط D حيث يعتمد دبوسين أساسيين لنقل التيار ودبوساً ثالثاً كبير الحجم للتأريض، لكن الفرق الأساسي هنا هو حجم الدبابيس، فهي أكبر بوضوح وأقرب من بعضها البعض في هذا النمط.
بالنتيجة لا يقبل هذا النمط استخدام أي قوابس من أنماط أخرى، كما أن انتشاره محدود جداً حيث يستخدم في جنوب أفريقيا بشكل رئيسي، وفي الهند ونيبال وفي موزمبيق وليسوثو وعدة بلدان أفريقية أخرى.
المقبس الكهربائي من النمط O
كما عدة أنماط أخرى في القائمة، يبدو هذا النمط معتمداً على شكل النمطين E وF لكن مع تعديل يضيف إليه دبوساً ثالثاً هو من يتولى التأريض.
عموماً يبدو المقبس شبه مطابق لنظيره من النوع H لكن الأبعاد مختلفة قليلاً كما أن توجيهه الصحيح يتضمن كون التأريض للأعلى لا للأسفل.
يستخدم هذا النوع من المقابس بشكل حصري في تايلاند ومن النادر إيجاده في أي مكان آخر.
المصدر: موقع World Standards

## معرض الصور

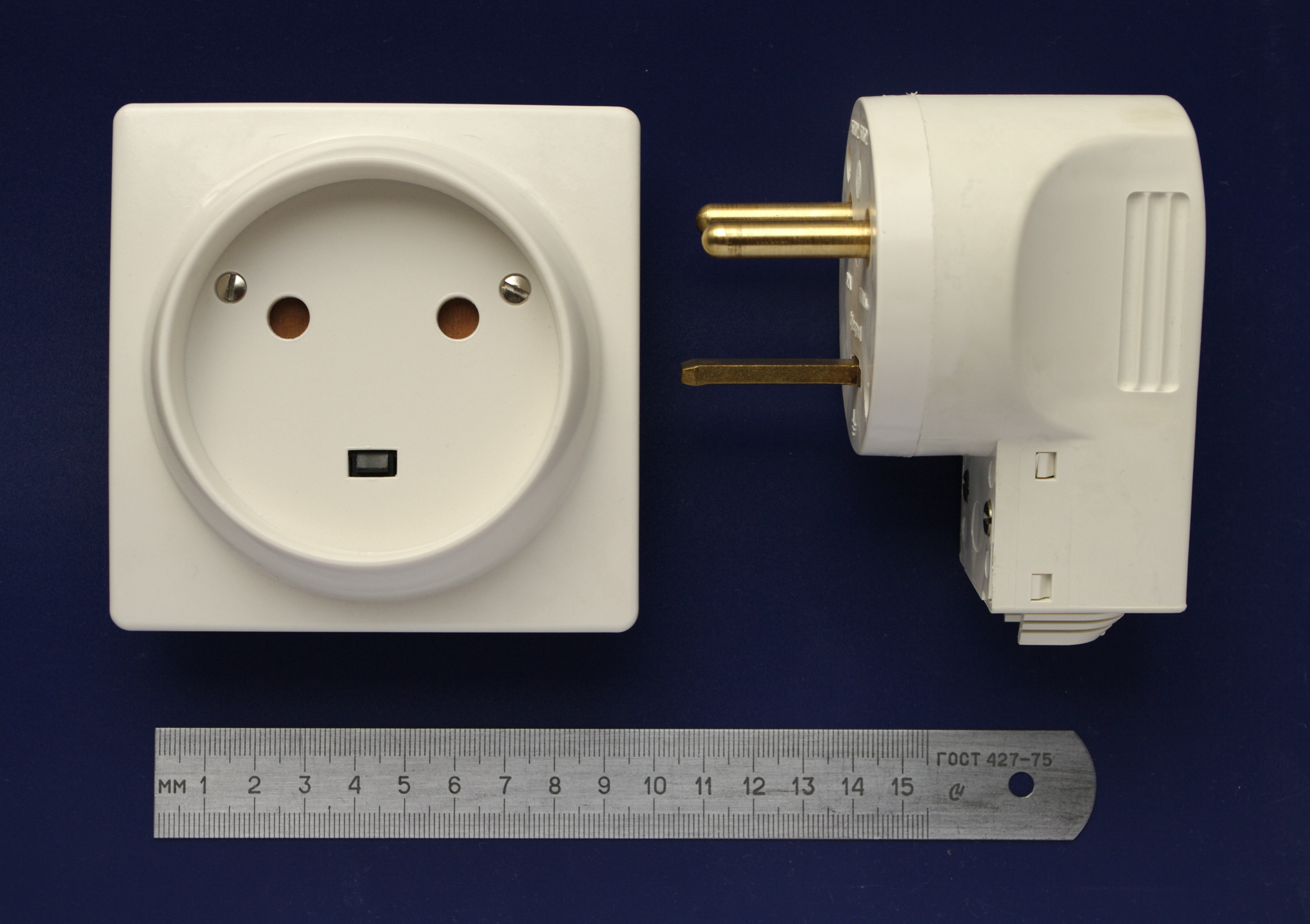
قابس ومقبس كهربائيان.
صورة لقويبس من الجهة الأمامية والخلفية.
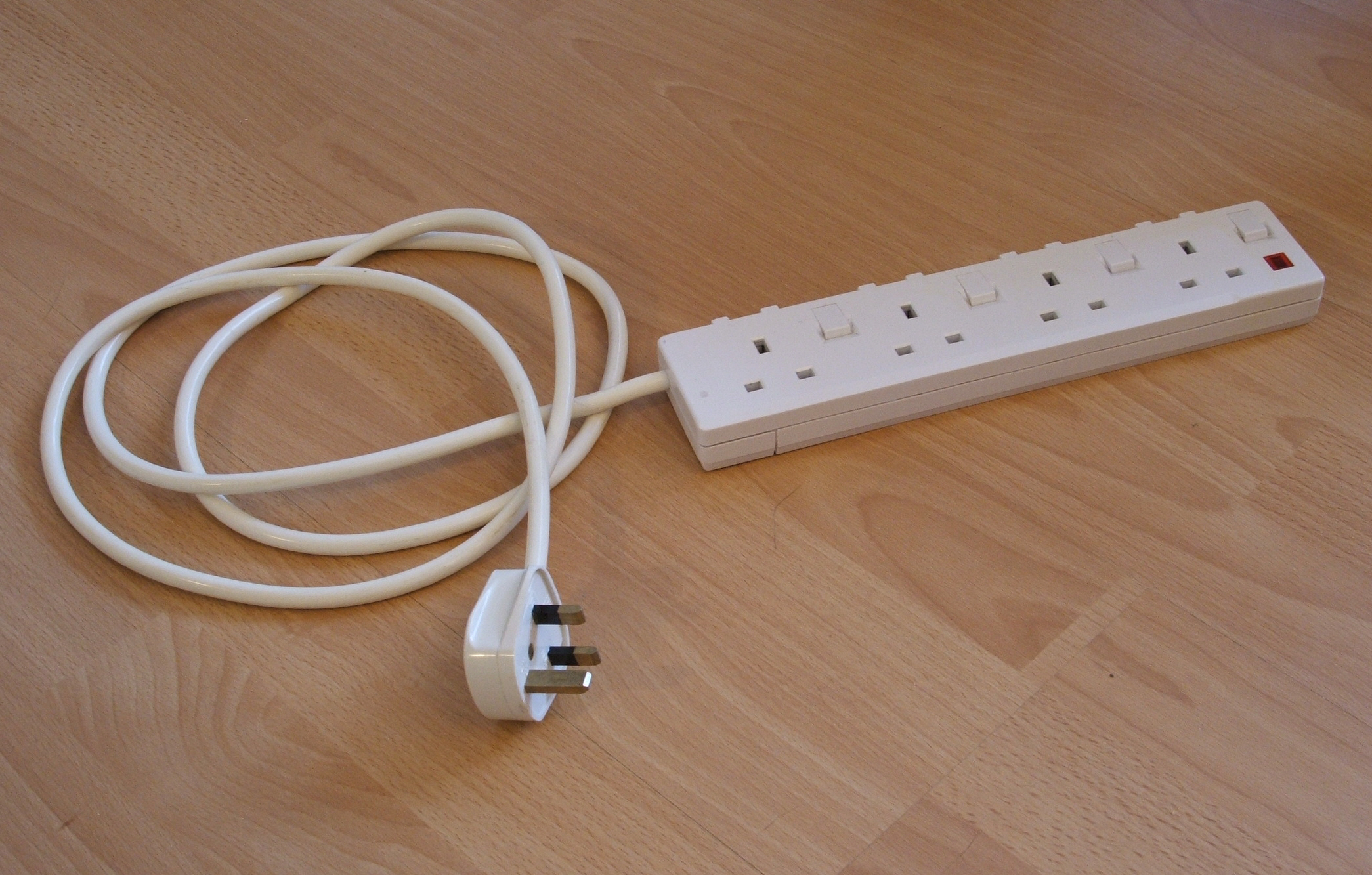
وصلة مقابس.
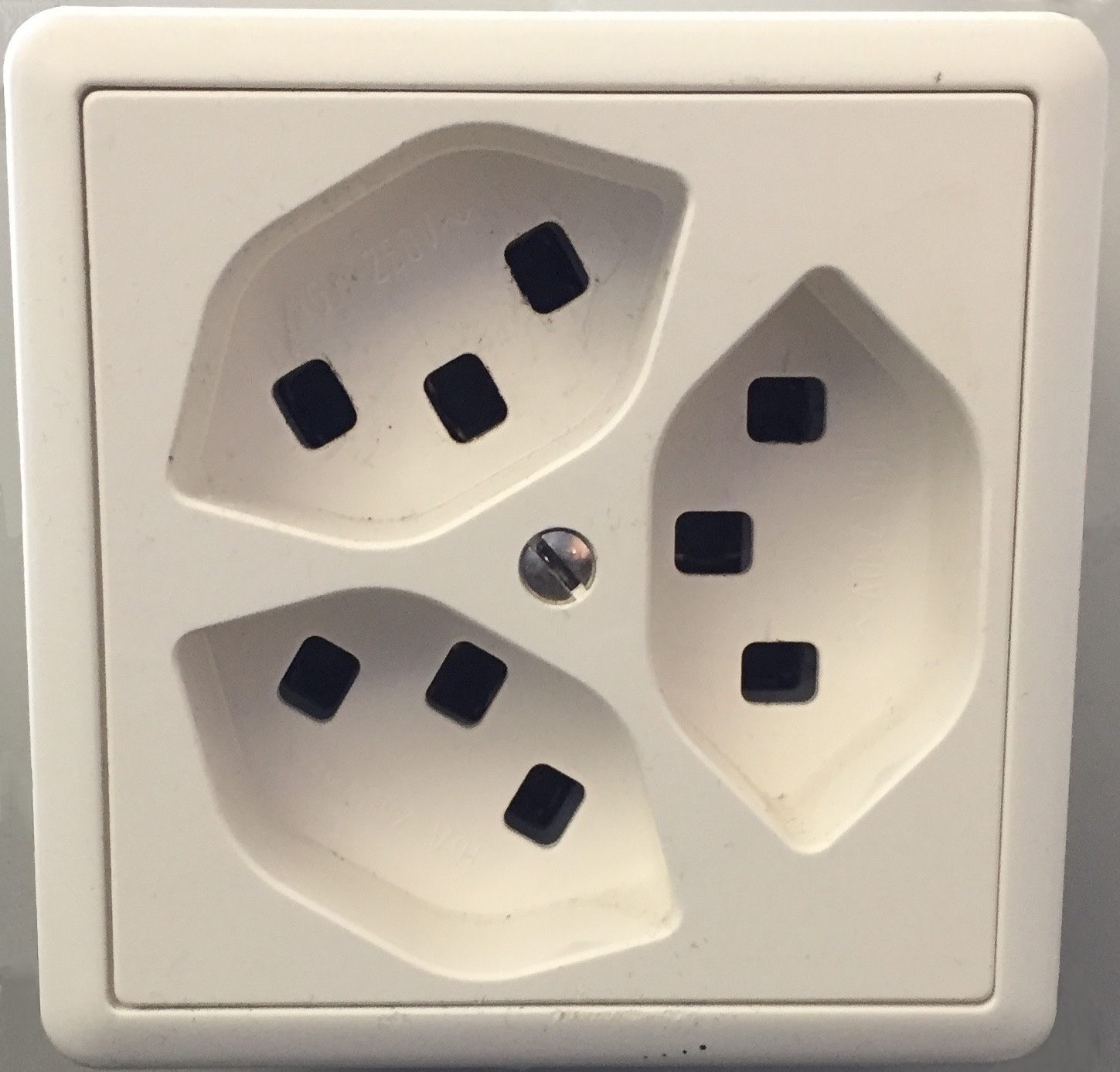
مقبس كهربائي مزدوج بثلاثة مداخل.
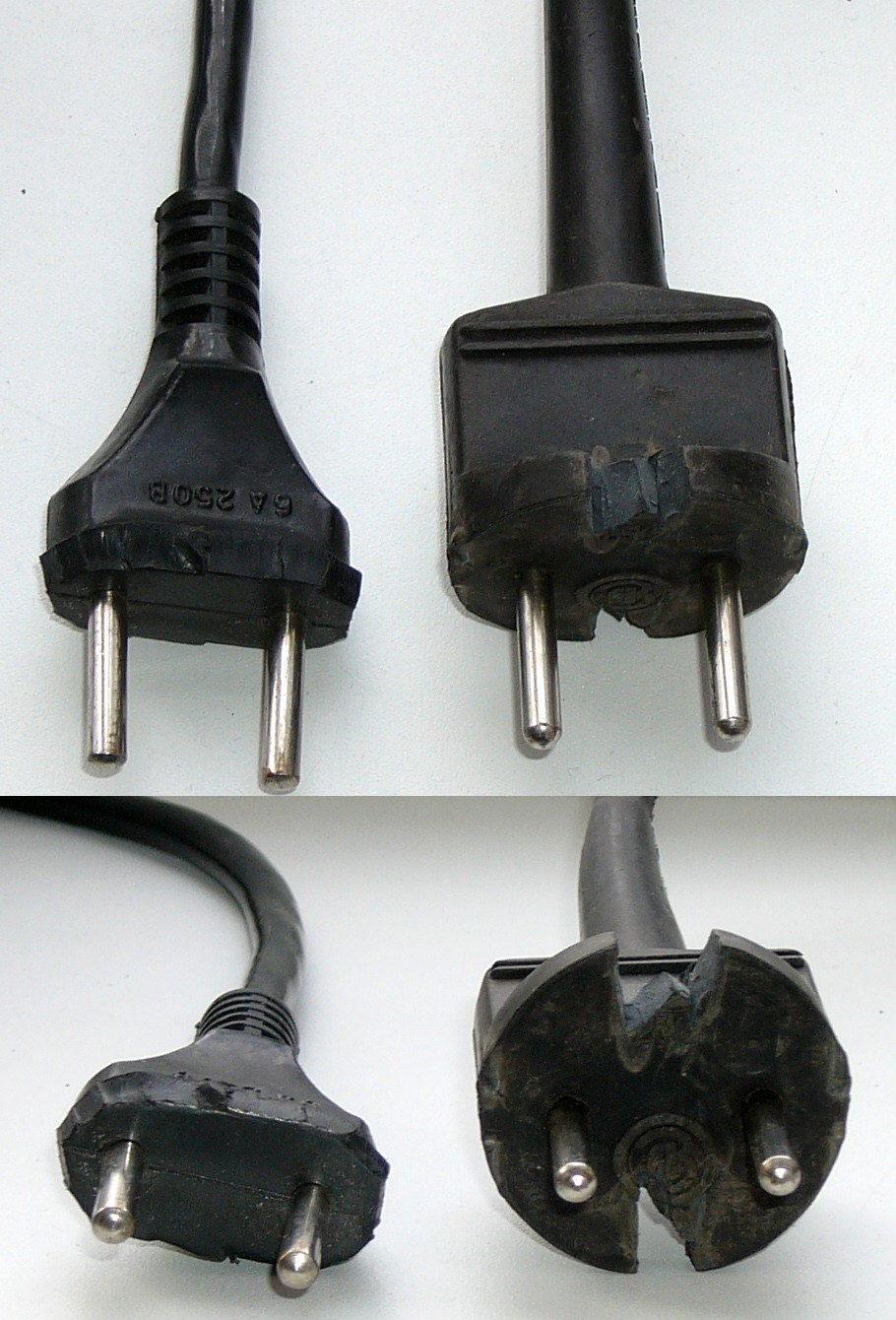
مجموعة قوابس مختلفة الأشكال.
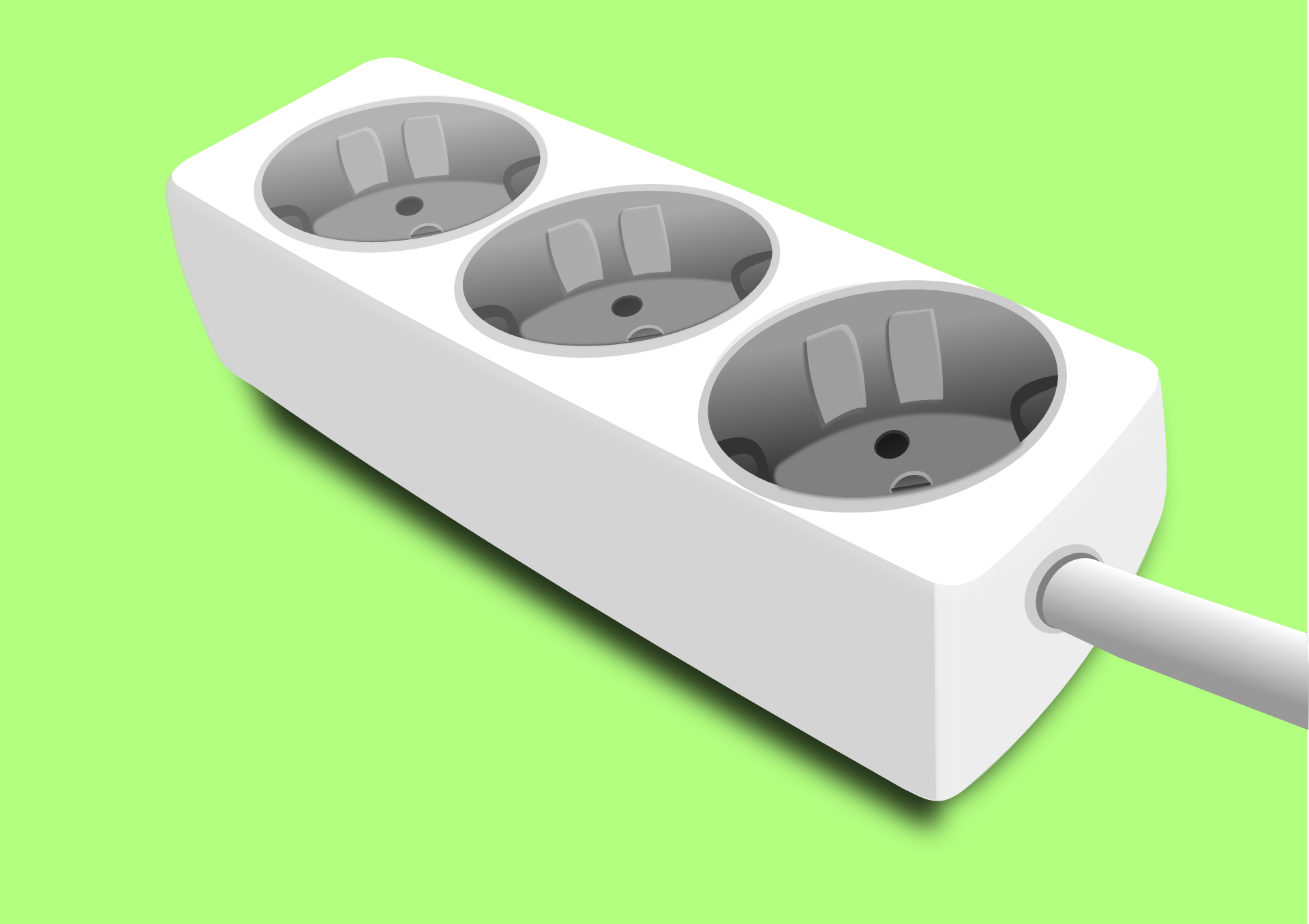
وصلة مقابس.